# 총

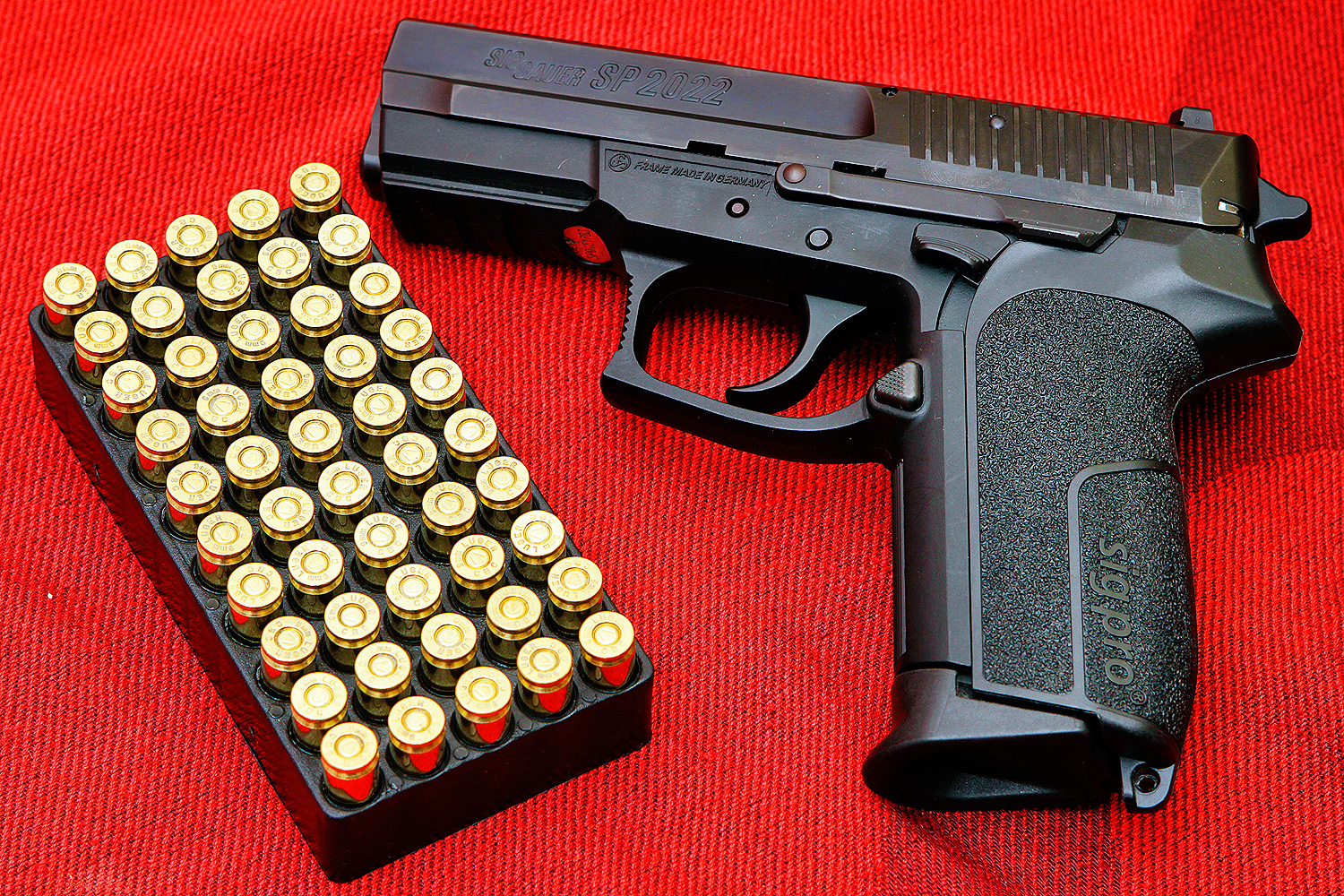
SIG Pro 반자동 권총

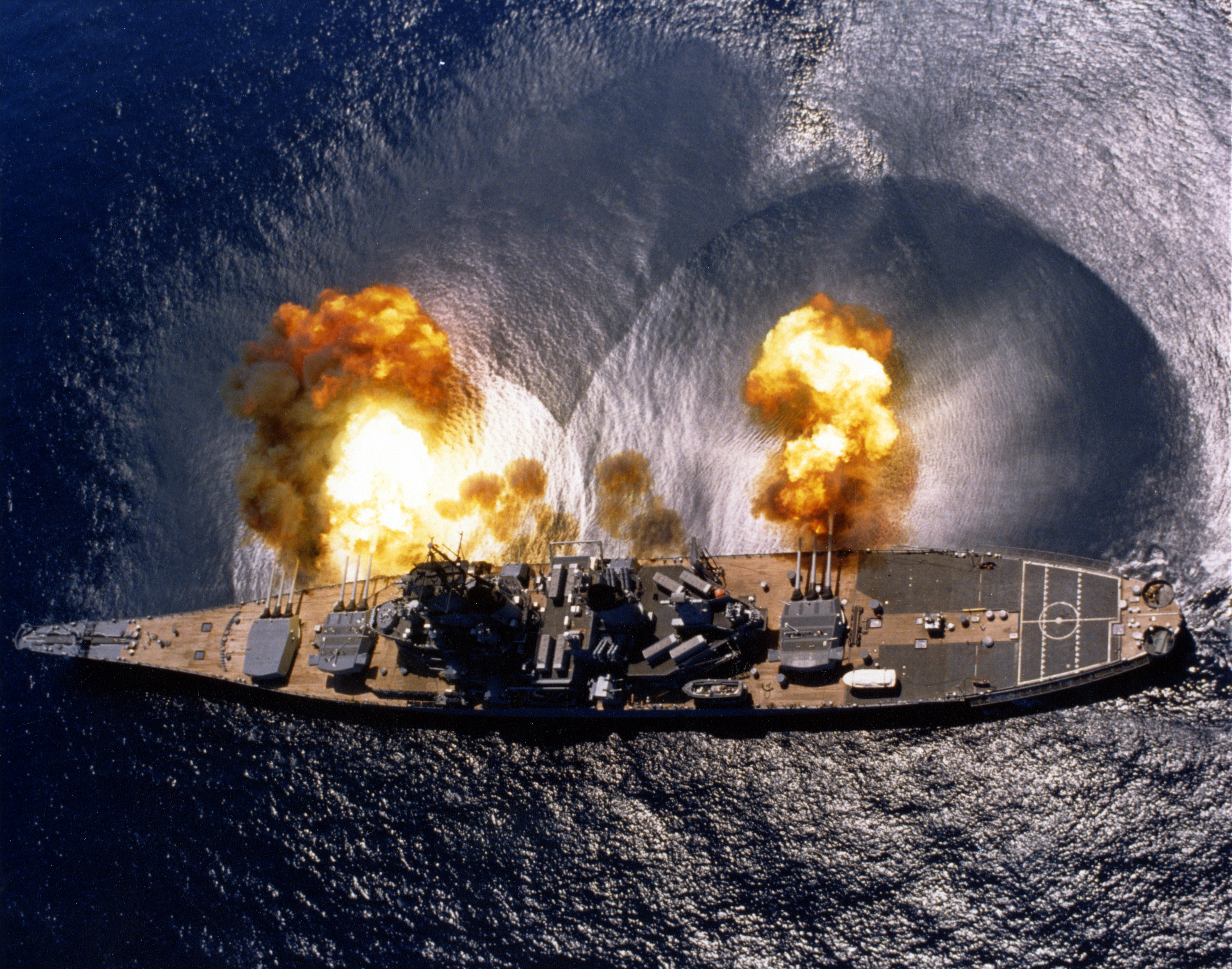
전함 USS 아이오와가 9문의 16인치 함포로 일제 사격을 가한다.

총(銃, 영어: Gun)은 압력이나 폭발력을 사용하여 발사체를 추진시키는 장치이다. 발사체는 일반적으로 고체이지만, 가압된 액체(예: 물총 또는 물대포)나 가스(예: 라이트가스건)일 수도 있다. 고체 발사체는 자유 비행(예: 탄알 및 포탄)하거나 고정되어 있을 수 있다(예: 테이저, 작살총). 대형 구경의 총은 캐넌이라고도 불린다. 총은 군사용 무기로 설계되었으며, 이후 사냥에 사용되었다. 오늘날에는 장난감 총, 물총, 페인트볼 총 등 다양한 목적을 위한 총이 존재한다.
발사체 추진 방식은 설계에 따라 다양하지만, 전통적으로 화약의 급속한 발열 연소(예: 화기) 또는 기계적 압축(예: 공기총)을 통해 총열 튜브(총포신) 내에 포함된 높은 가스 압력에 의해 공기압적으로 이루어진다. 고압 가스는 발사체 뒤에 도입되어 발사체를 총열 길이를 따라 밀어내고 가속시켜, 충분한 발사 속도를 부여하여 총구를 빠져나온 후 추진 가스가 작용을 멈춘 후에도 목표물을 향해 계속 이동할 수 있도록 한다. 또는 새로운 개념의 직선형 전동기 무기는 전자기장을 사용하여 가속을 달성할 수 있으며, 이 경우 총열은 가이드 레일(예: 레일건)로 대체되거나 자기 코일(예: 코일건)로 감쌀 수 있다.
총 또는 원형 총으로 식별되는 최초의 장치는 서기 1000년경 중국에서 나타났다. 13세기 말에는 총열을 막는 단일 발사체를 발사하는 금속 총신 화기인 "진정한 총"이 되었다. 흑색화약과 총 기술은 14세기 동안 유라시아 전역으로 퍼졌다.

## 어원 및 용어

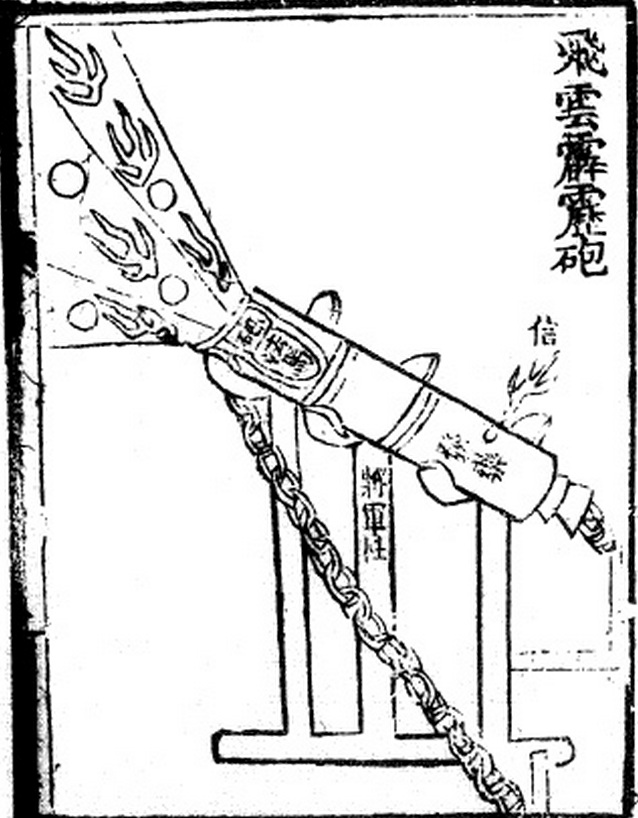
화룡경에 나오는 '비운뢰포', 즉 천둥벼락 폭탄을 발사하는 원시 총.

영어 단어 gun의 기원은 특정 역사적 무기에 부여된 이름에서 유래한 것으로 여겨진다. 도미나 구닐다(Domina Gunilda)는 14세기 윈저성에 장착된 거대한 발리스타, 즉 거대한 기계식 볼트 투척 무기에 붙여진 이름이었다. 이 이름은 다시 전투를 의미하는 두 개의 노르드어 단어를 결합한 고대 노르드어 여성 이름 Gunnhildr에서 유래했을 수 있다. "Gunnildr"는 "전쟁 검"을 의미하며, 종종 "Gunna"로 줄여졌다.
"gonne"라는 용어의 가장 초기에 기록된 사용은  1339경년 라틴어 문서에 있었다. 이 시대의 총에 대한 다른 이름으로는 "schioppi"(이탈리아어 번역-"천둥을 내는 자")와 "donrebusse"(네덜란드어 번역-"천둥 총")가 있었는데, 이는 영어로 "나팔총"으로 통합되었다. 포병들은 종종 "gonners"와 "artillers"로 불렸다. "Hand gun"은 1373년에 총의 손잡이를 가리키는 말로 처음 사용되었다.

### 정의
메리엄-웹스터 사전에 따르면, 총은 "일반적으로 높은 포구 속도와 비교적 평평한 탄도를 가진 화포", "휴대용 화기", 또는 "발사체를 던지는 장치"를 의미할 수 있다.
흑색화약 및 화기 역사가인 케네스 체이스는 그의 책 《Firearms: A Global History to 1700》에서 "화기"와 "총"을 "흑색화약의 폭발력을 사용하여 튜브에서 발사체를 추진시키는 흑색화약 무기: 대포, 머스킷, 권총이 대표적인 예이다."라고 정의한다.

#### 진정한 총
화약 기술 역사가 토니오 안드라데에 따르면, "진정한 총"은 화창처럼 파편을 발사하는 것이 아니라 총열에 맞는 탄환을 발사하는 화기로 정의된다. 따라서 서기 10세기에서 12세기 사이에 등장한 화창뿐만 아니라 다른 초기 금속 총신 화약 무기는 "원시 총"으로 묘사되어 왔다. 조지프 니덤은 화창과 총의 중간 형태로 알려진 "분출총"이라는 유형의 화기를 같은 이유로 "원시 총"으로 정의했다. 그는 완전히 발달된 화기인 "진정한 총"이 금속 총신, 높은 질산염 함량의 흑색화약, 총열을 막는 발사체라는 세 가지 기본 특징을 가지고 있다고 정의했다. "진정한 총"은 화창이 등장한 지 약 300년 후인 1200년대 후반 중국에서 등장한 것으로 보인다. "총"이라는 용어는 화기의 발명 이후에 생겼지만, 역사가들은 1288년의 헤이룽장 핸드캐넌 또는 1326년의 꽃병 모양의 유럽 대포와 같은 초기 화기에도 이 용어를 적용했다.

#### 고전적인 총
역사가들은 화기가 1480년대에 "고전적인 총"의 형태에 도달하여 18세기 중반까지 지속되었다고 생각한다. 이 "고전적인" 형태는 30년 전의 이전 모델에 비해 더 길고, 가볍고, 효율적이며, 정확한 디자인을 보여주었다. 그러나 이 "고전적인" 디자인은 거의 300년 동안 거의 변하지 않았고, 1480년대의 대포는 1750년대의 대포와 거의 차이가 없으며 놀라운 유사성을 보여준다. 고전적인 총이 지배했던 이 300년 기간은 이러한 별명을 부여한다. "고전적인 총"은 "현대 포병 통합"이라고도 묘사되었다.

## 역사

### 원시 총

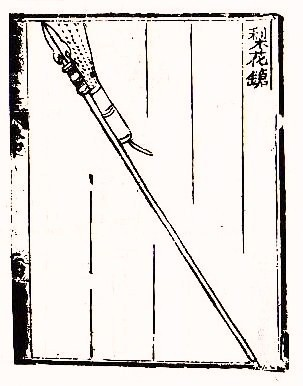
화룡경에 나오는 최초의 화기("원시 총")인 화창.

흑색화약은 9세기에 중국에서 발명되었다. 최초의 화기는 10세기에서 12세기 사이에 중국에서 발명된 화창이다. 10세기 중반으로 거슬러 올라가는 비단 그림에 묘사되어 있지만, 그 사용에 대한 문서적 증거는 1132년 덕안성 전투를 묘사할 때까지 나타나지 않는다. 그것은 창이나 다른 장병기에 묶인 대나무 흑색화약 통으로 구성되었다. 1100년대 후반에는 도자기 파편이나 작은 철 조각과 같은 파편 조각들이 통에 추가되어 흑색화약과 함께 날아가도록 했다. 사정거리가 비교적 짧았고, 13세기 초까지 약 3미터의 사정거리를 가졌다. 이 화창은 일부 역사가들에게 "원시 총"으로 간주되는데, 그 이유는 발사체가 총열을 막지 않았기 때문이다. 조지프 니덤에 따르면, 창은 없지만 총열을 막는 발사체를 발사하지 않는 또 다른 "원시 총"인 분출총도 있었다.

### 진정한 총으로의 전환

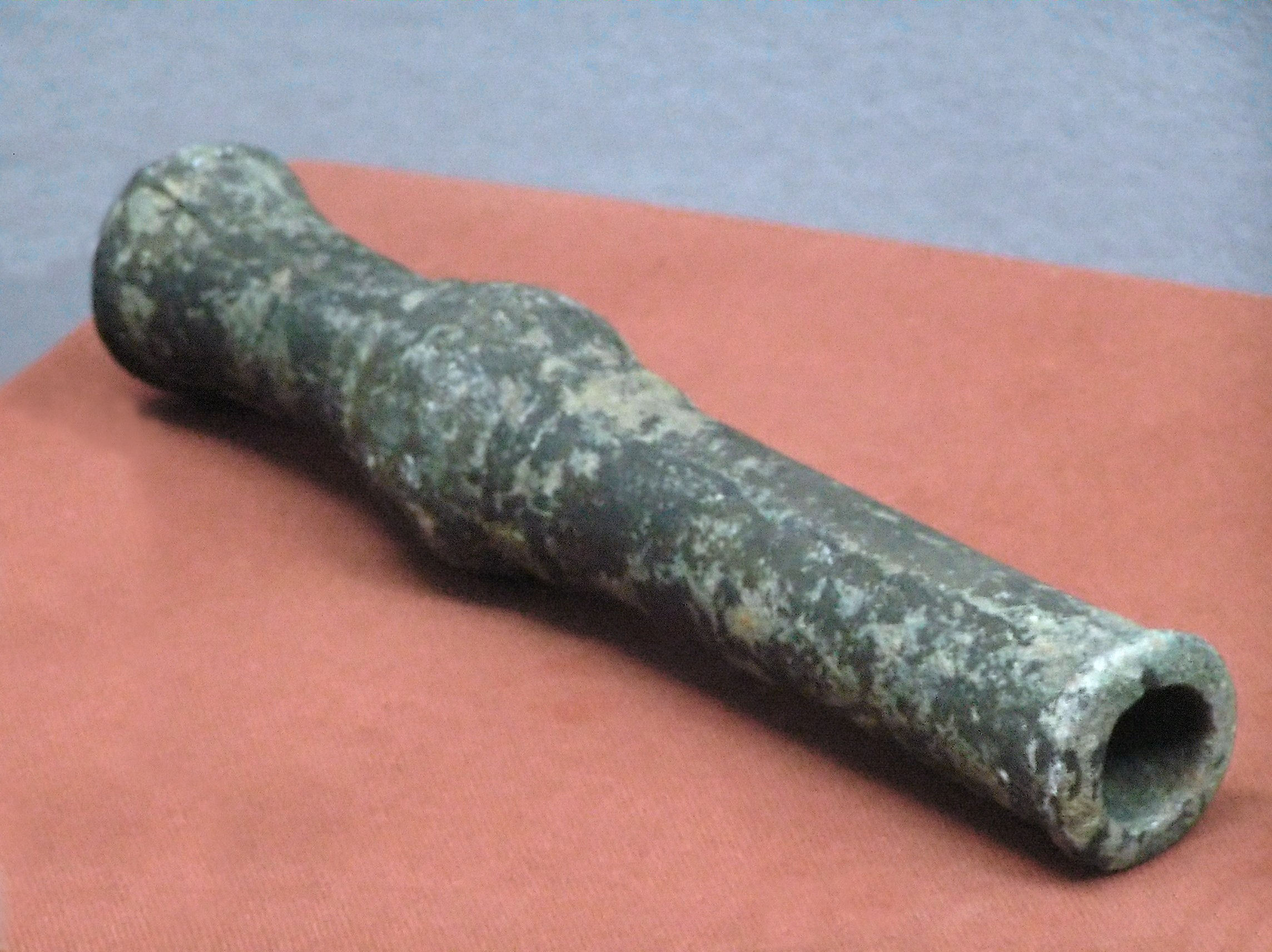
중국 원나라 (1271–1368)의 핸드 캐넌

시간이 지나면서 폭발력을 극대화하기 위해 추진제에서 초석의 비율이 증가했다. 폭발력에 더 잘 견디기 위해 화창의 총열은 원래 종이와 대나무로 만들어졌지만 금속으로 대체되었다. 그리고 그 힘을 완전히 활용하기 위해 파편은 총열을 더 밀접하게 채우는 크기와 모양의 발사체로 대체되었다. 금속으로 만들어진 화창 총열은 1276년경에 나타났다. 1259년에는 총열을 채우는 탄환이 화창 발사체로 사용되었다는 기록이 있어 역사상 최초의 총알로 기록되었다. 이로써 총의 세 가지 기본 특징이 갖춰졌다: 금속으로 만들어진 총열, 높은 질산염 흑색화약, 그리고 화약 장약이 추진 효과에서 잠재력을 최대한 발휘할 수 있도록 총구를 완전히 막는 발사체. 금속 총열 화창은 창 없이 사용되기 시작했고, 13세기 후반에 총이 되었다.
핸드 캐넌과 같은 총은 1280년대에 이미 원나라에서 사용되고 있었다. 헤이룽장 핸드캐넌과 자나두 총과 같은 현존하는 대포는 13세기 후반, 어쩌면 13세기 초반에 제작된 것으로 확인되었다.
1287년에 원나라는 몽골 왕자 나얀의 반란을 진압하기 위해 여진 병사들과 함께 핸드 캐넌을 배치했다. 원사에는 리팅의 병사들이 사용한 대포가 "큰 피해를 입혔고" "적군 병사들이 서로를 공격하고 죽이는 혼란을 야기했다"고 기록되어 있다. 핸드 캐넌은 1288년 초에도 다시 사용되었다. 리팅의 "총병" 또는 총수(銃卒)는 핸드 캐넌을 "등에 메고" 다녔다. 1288년 전투에 대한 구절은 또한 금속 부수인 금(金)이 붙은 총(銃)이라는 이름을 금속 총열 화기에 사용한 최초의 기록이다. 총은 이전의 모호한 용어인 화통(火筒), 즉 화창, 원시 대포 또는 신호탄의 통을 지칭할 수 있는 용어 대신 사용되었다. 핸드 캐넌은 원나라의 일본 원정에도 사용되었을 수 있다. 일본의 침공 기록에는 철과 대나무로 만든 포가 "빛과 불"을 일으키고 2천~3천 발의 철 탄환을 발사했다고 언급되어 있다. 1300년경에 쓰인 『일본국정기』에는 1274년 쓰시마 전투와 1281년 홀돈이 이끈 두 번째 해안 공격에서 화통(火筒)이 언급되어 있다. 1360년의 『팔만구도훈』에는 "발사할 때 섬광과 큰 소음을 일으키는" 철포가 언급되어 있다. 1370년의 『태평기』에는 "종 모양의 철포"가 언급되어 있다.

### 확산

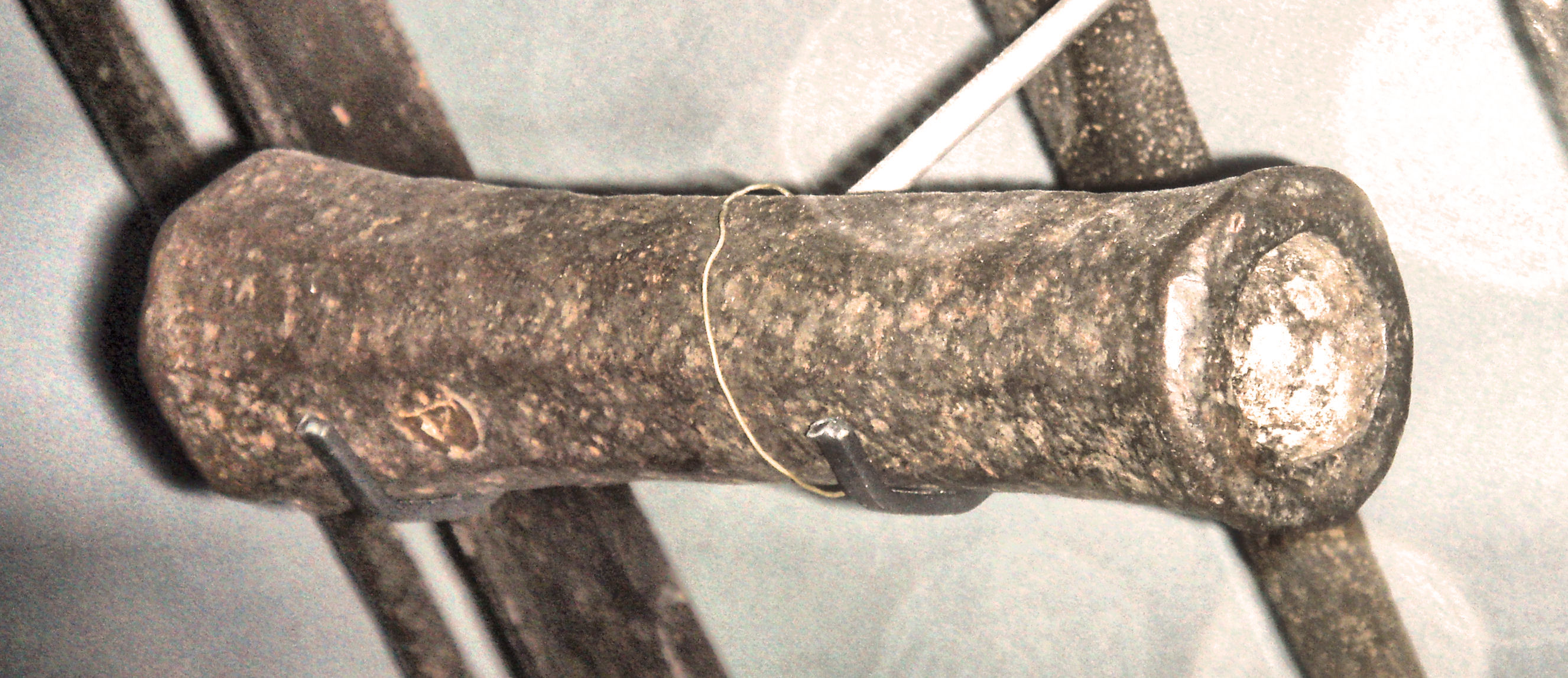
서유럽 핸드건, 1380년

화기의 확산의 정확한 성격과 경로는 불확실하다. 한 이론은 화약과 대포가 중동을 통해 비단길을 경유하여 유럽에 도달했다는 것이다. 13세기에 하산 알-람마흐가 이미 화창에 대해 썼기 때문에, 당시 중동에서는 원시 총이 알려져 있었다. 또 다른 이론은 13세기 전반의 몽골 침공 동안 유럽에 전파되었다는 것이다.
유럽에서 대포가 처음 묘사된 것은 1326년이며, 이듬해에는 화기 생산의 증거가 발견된다. 유럽에서 화약 무기가 처음 사용된 것으로 기록된 것은 1331년 독일의 기사 두 명이 어떤 종류의 화약 무기로 치비달레 델 프리울리를 공격했을 때였다. 1338년에는 프랑스에서 핸드 캐넌이 널리 사용되었다. 영국 왕실 비공개 재산 기록에는 1340년대에 "리발디스"라는 종류의 대포가 목록에 있으며, 1346년 칼레 공방전에서 영국군이 공성포를 사용했다. 초기 총과 그 사용자들은 종종 악마와 연관되었으며, 포수의 기술은 흑마법으로 간주되었다. 이는 총 발사로 인한 총구 폭발과 총구 화염과 함께 전장에서 나는 황 냄새로 인해 더욱 강조되었다.
14세기 후반 유럽에서는 작고 휴대 가능한 손으로 들고 쏘는 캐넌이 개발되어, 사실상 최초의 활강식 개인 화기가 탄생했다. 15세기 후반에는 오스만 제국이 정규 보병의 일부로 화기를 사용했다. 중동에서는 14세기 동안 아랍인들이 핸드 캐넌을 어느 정도 사용했던 것으로 보인다. 인도에서는 1366년부터 대포가 사용되었다는 기록이 있다.

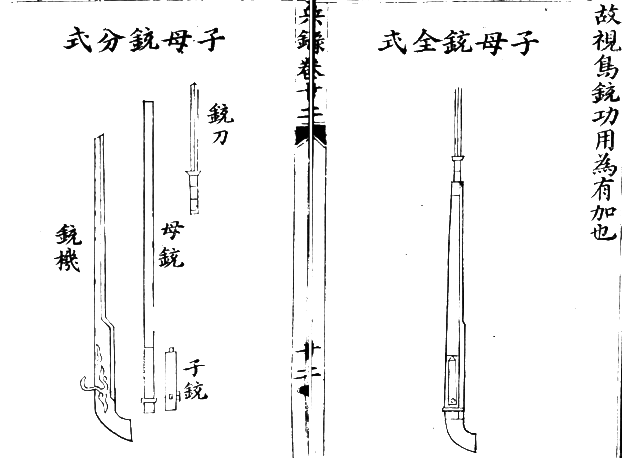
총검이 달린 후장식 화승총 화룡경, 1606.

조선은 1372년까지 중국으로부터 흑색화약 제조법을 습득했으며 1377년까지 대포 생산을 시작했다. 동남아시아에서 대월 병사들은 1390년 늦어도 참파 왕 체봉 응가를 죽일 때 핸드 캐넌을 사용했다. 중국인 관찰자는 1413년 정화의 항해 중 자와인이 결혼식에서 핸드 캐넌을 사용하는 것을 기록했다. 핸드 건은 후스 전쟁 동안 효과적으로 사용되었다. 일본은 13세기 몽골 침략으로 흑색화약을 알았지만, 1510년 승려가 중국에서 대포를 가져오기 전까지는 대포를 얻지 못했고, 1543년 포르투갈인이 화승총을 일본에 도입하여 타네가시마로 알려지기 전까지는 총이 생산되지 않았다.
흑색화약 기술은 1293년 몽골의 자와 침공 시기에 자와에 들어왔다.:1–2:220 마하파티(수상) 가자 마다 휘하의 마자파힛 제국은 원나라에서 얻은 흑색화약 기술을 해군 함대에서 사용했다.:57 그 후 몇 년 동안, 마자파힛 군대는 체트방으로 알려진 대포를 생산하기 시작했다. 초기 체트방(동양식 체트방이라고도 함)은 중국 대포 및 핸드 캐넌과 유사했다. 동양식 체트방은 대부분 청동으로 만들어졌으며 전장식 대포였다. 그것은 화살과 같은 발사체를 발사했지만, 둥근 탄환과 동시 발사체도 사용할 수 있었다. 이 화살은 폭발물이 없는 고체 팁이거나, 팁 뒤에 폭발물과 소이 물질이 배치된 것일 수 있다. 후방 근처에는 연소실 또는 방이 있는데, 이는 총의 후방 근처의 불룩한 부분을 의미하며, 그곳에 화약이 배치된다. 체트방은 고정 마운트에 장착되거나, 막대 끝에 장착된 핸드 캐넌으로 사용된다. 대포 뒤쪽에는 튜브 모양의 부분이 있다. 핸드 캐넌형 체트방에서는 이 튜브가 막대용 소켓으로 사용된다.:94

### 아쿼버스 및 머스킷

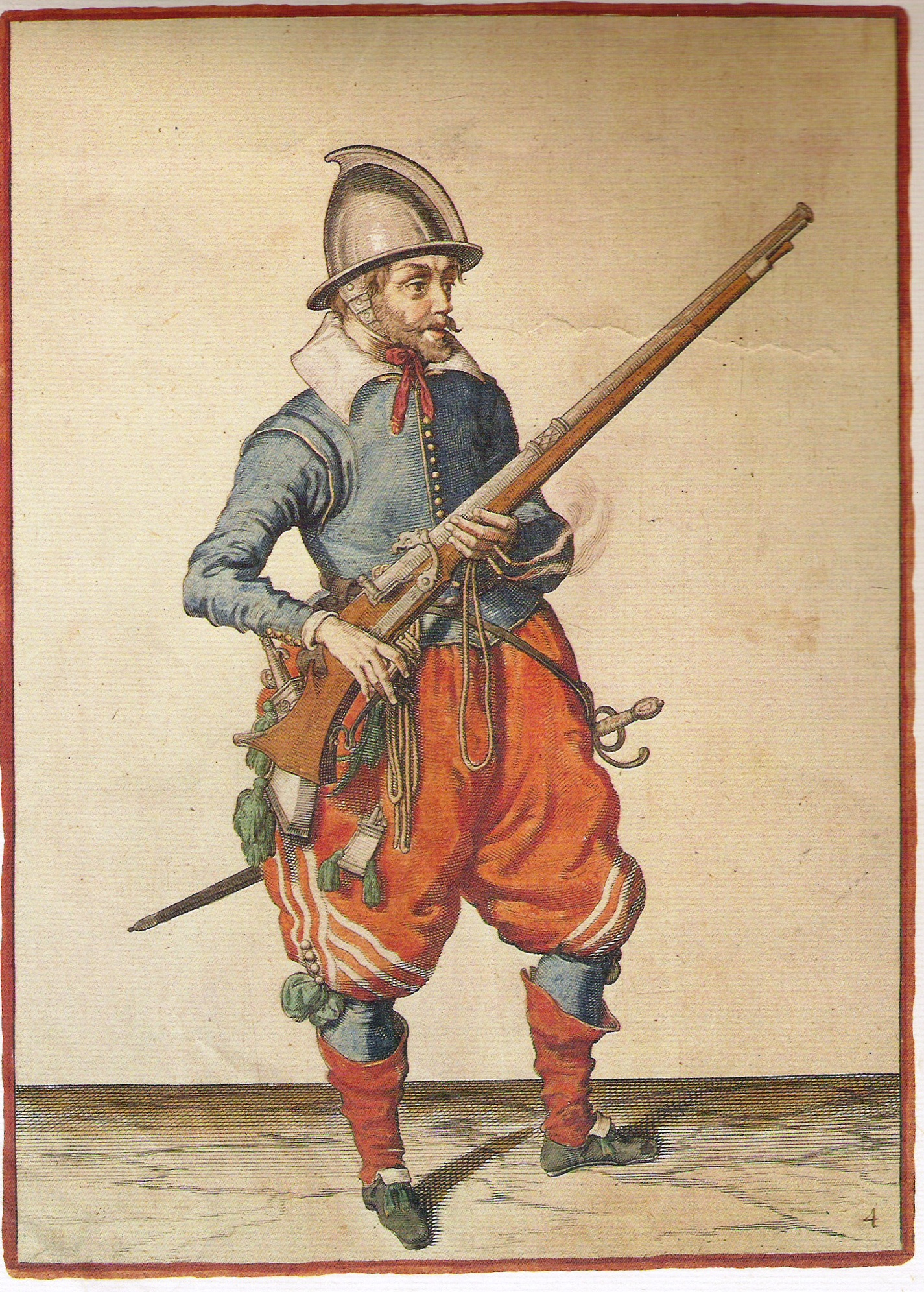
총사 묘사 (1608)

아쿼버스는 15세기 초 유럽과 오스만 제국에 등장한 화기이다. 그 이름은 독일어 단어 Hackenbüchse에서 유래했다. 원래는 무기를 안정화하기 위한 돌기 또는 고리가 총의 아래쪽에 달린 핸드 캐넌을 묘사하는 말이었는데, 주로 방어용 요새에 사용되었다. 1500년대 초에는 Y자형 받침대에서 발사되는 "머스킷"으로 알려진 더 무거운 변형이 등장했다. 머스킷은 두꺼운 갑옷을 관통할 수 있었고, 그 결과 갑옷이 쇠퇴하면서 무거운 머스킷도 쓸모없게 되었다. 아쿼버스와 머스킷은 크기와 강도 외에는 설계상 차이가 거의 없지만, 1800년대까지 계속 사용된 용어는 머스킷이었다. 머스킷이 아쿼버스의 더 큰 버전이라는 주장은 완전히 틀리지 않을 수 있다. 적어도 한 번은 머스킷과 아쿼버스가 같은 무기를 지칭하는 데 번갈아 사용되었고, 심지어 "아쿼버스 머스킷"이라고 불리기도 했다. 1560년대 중반의 합스부르크 지휘관은 한때 머스킷을 "두 배 아쿼버스"라고 불렀다.
개머리판은 1470년경 아쿼버스에 추가되었고, 화승총 메커니즘은 1475년 이전에 추가되었다. 화승총 아쿼버스는 방아쇠 메커니즘을 갖춘 최초의 화기이자 최초의 휴대용 견착 화기였다. 화승총 이전에는 손에 들고 쏘는 화기는 가슴에서 쏘거나 한쪽 팔 아래에 끼고 다른 팔로 뜨거운 꼬챙이를 터치홀에 넣어 흑색화약을 점화했다.
오스만 제국은 15세기 전반 오스만-헝가리 전쟁 (1443년~1444년) 동안 이미 아쿼버스를 사용했을 수 있다. 아쿼버스는 헝가리의 마차시 1세 왕 (재위: 1458년~1490년)의 통치 기간 동안 상당한 수로 사용되었다. 1472년 스페인과 포르투갈군은 사모라에서 아쿼버스를 사용했다. 마찬가지로 카스티야인들도 1476년에 아쿼버스를 사용했다. 나중에 더 큰 아쿼버스인 머스킷이 무거운 갑옷을 뚫는 데 사용되었지만, 이는 무거운 갑옷과 함께 쇠퇴했다. 화승총 화기는 계속해서 머스킷이라고 불렸다. 이들은 1500년대 중반까지 아시아 전역에서 사용되었다.

### 고전적인 총으로의 전환
총은 1480년대에 "고전적인" 형태에 도달했다. "고전적인 총"은 30년 전의 이전 모델에 비해 더 길고, 가볍고, 효율적이며, 정확했던 디자인의 오랜 지속 기간 때문에 그렇게 불린다. 이 디자인은 거의 300년 동안 지속되었고, 1480년대의 대포는 3세기 후인 1750년대의 대포와 거의 변함이 없으며 놀라운 유사성을 보여준다. 고전적인 총이 지배했던 이 300년 기간은 이러한 별명을 부여한다.

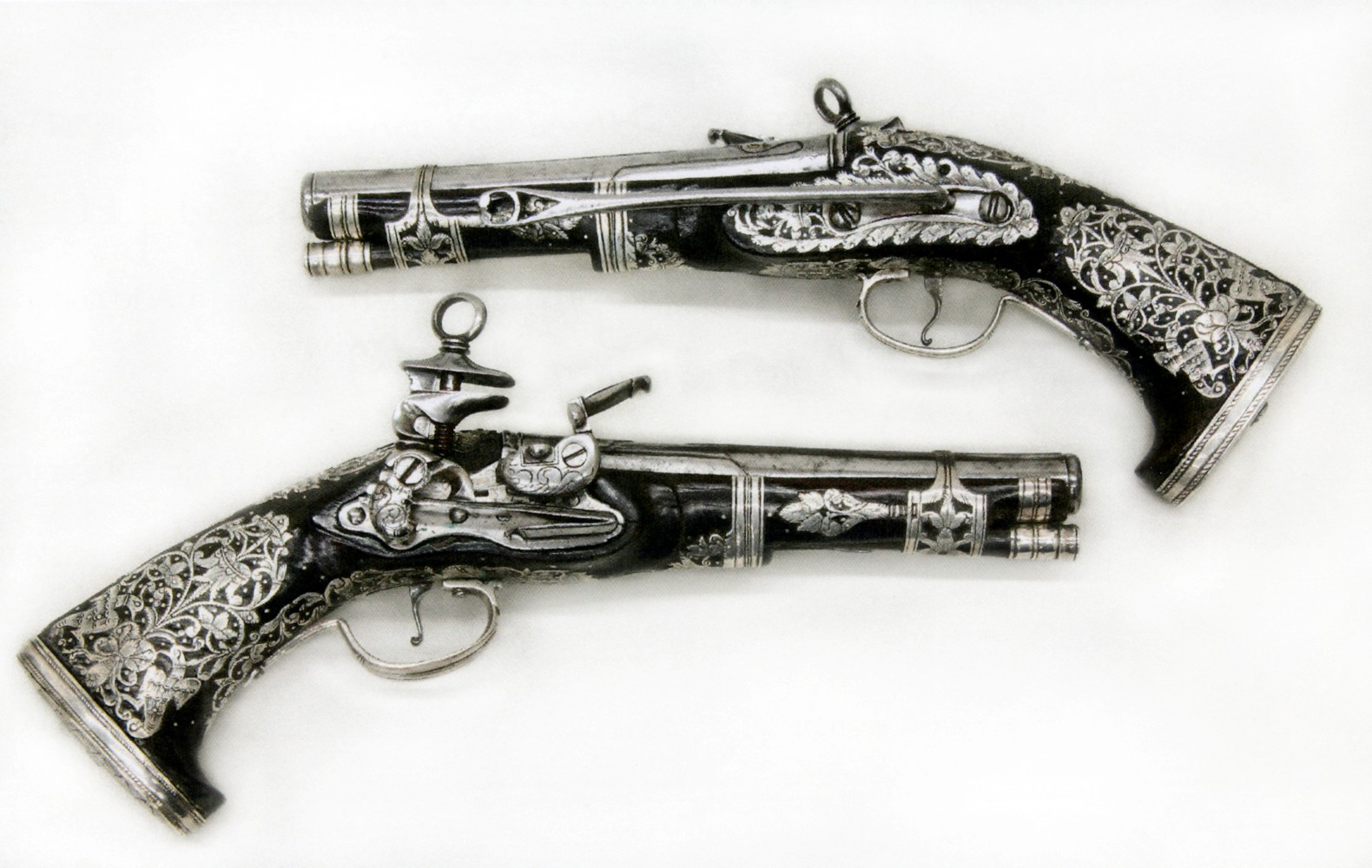
1757년경 멕시코 식민지에서 스페인 반도 양식으로 제작된 한 쌍의 미클레 권총, 메트로폴리탄 미술관 소장

고전적인 총은 다양한 개선을 통해 이전 세대의 화기와 차별화되었다. 더 긴 길이-대-구경 비율은 탄환에 더 많은 에너지를 전달하여 발사체가 더 멀리 날아갈 수 있게 했다. 또한 총열 벽이 더 얇아 열 발산이 더 빨라져 더 가벼웠다. 탄환과 총열 사이의 더 밀착된 결합을 제공하여 화기의 정확도를 더욱 높였기 때문에 더 이상 나무 마개의 도움 없이 장전할 수 있었다 – 그리고 흑색화약 코닝 및 철탄과 같은 발전으로 인해 더욱 치명적이었다.

### 현대 총
19세기에 몇 가지 발전이 현대 총의 개발로 이어졌다.
1815년, 조슈아 쇼는 뇌관을 발명하여 수발총 방아쇠 시스템을 대체했다. 새로운 뇌관 덕분에 총은 어떤 날씨 조건에서도 안정적으로 발사될 수 있었다.
1835년, 카시미르 르포셰는 탄약통이 있는 최초의 실용적인 후장식 화기를 발명했다. 새로운 탄약통은 원추형 탄환, 판지 화약관, 그리고 뇌관 펠릿이 통합된 구리 베이스로 구성되었다.

#### 소총

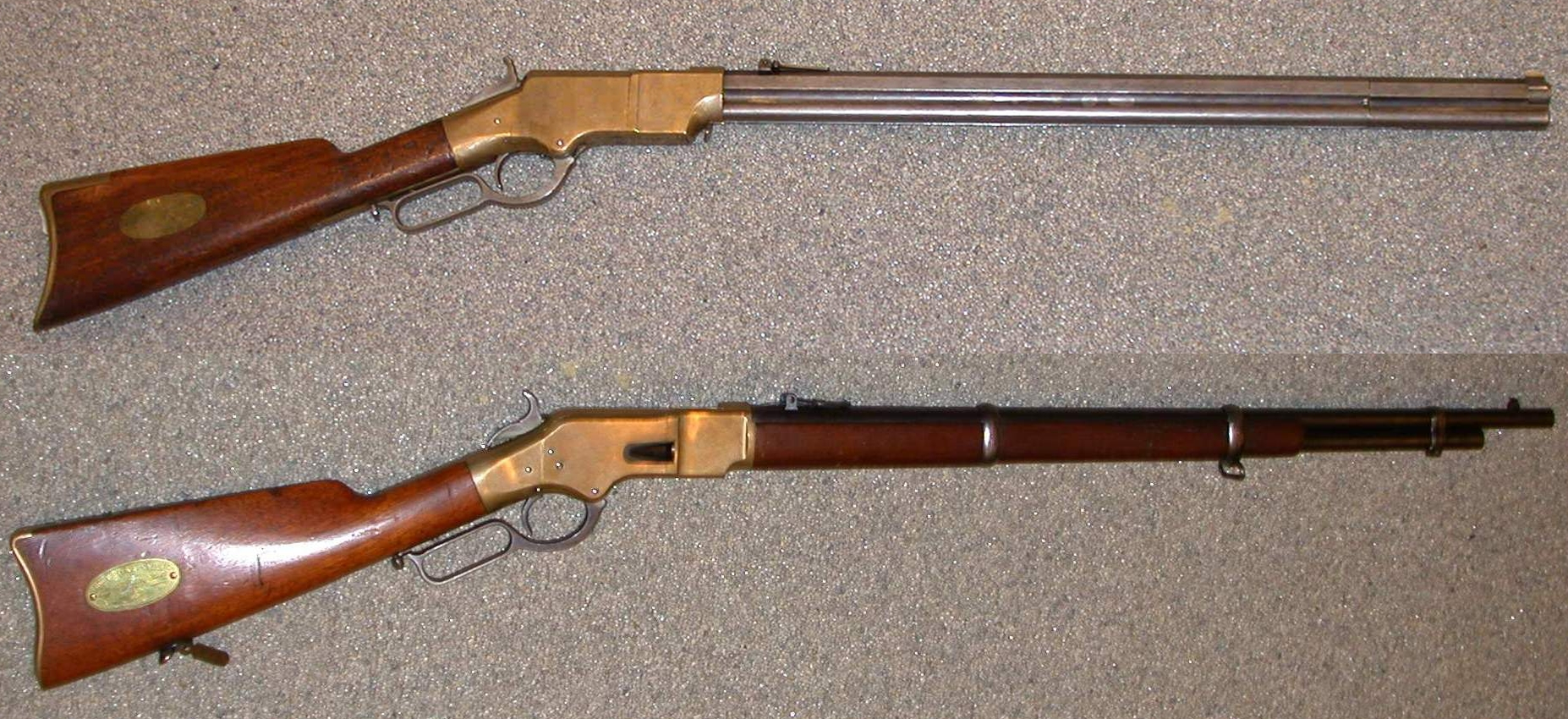
헨리 소총과 윈체스터 라이플

총열 내부에 새겨진 홈 형태의 강선총은 19세기 이전에도 존재했지만, 이들은 특수 무기로 간주되었고 그 수는 제한적이었다.
휴대용 총의 발사 속도는 급격히 증가하기 시작했다. 1836년, 요한 니콜라우스 폰 드라이제는 드라이제 췬트나델게베어를 발명했는데, 이는 전장식 무기보다 발사 속도를 6배 높인 후장식 소총이었다. 1854년, 볼케닉 연발무기회사는 자체 내장된 탄약통을 가진 소총을 생산했다.
1849년, 클로드-에티엔 미니에는 강선총열을 쉽게 미끄러져 내려갈 수 있는 최초의 발사체인 미니에탄을 발명하여, 소총을 실용적인 군사 화기로 만들었으며 활강총포 머스킷 시대를 종식시켰다. 소총은 크림 전쟁 동안 엄청난 성공을 거두며 배치되었고, 활강 머스킷보다 훨씬 우수하다는 것이 입증되었다.
1860년, 벤저민 타일러 헨리는 최초의 안정적인 연발총인 헨리 소총을 만들었다. 헨리 소총의 개량형은 1873년에 윈체스터 연발무기회사에 의해 개발되었으며, Model 1873 윈체스터 라이플로 알려졌다.
무연 화약은 1880년에 발명되어 흑색화약을 대체하기 시작했으며, 이는 흑색화약으로 알려지게 되었다. 20세기 초까지 무연 화약은 전 세계적으로 채택되었고, 이전에 흑색화약으로 알려졌던 흑색화약은 취미용으로 전락했다.

#### 기관총

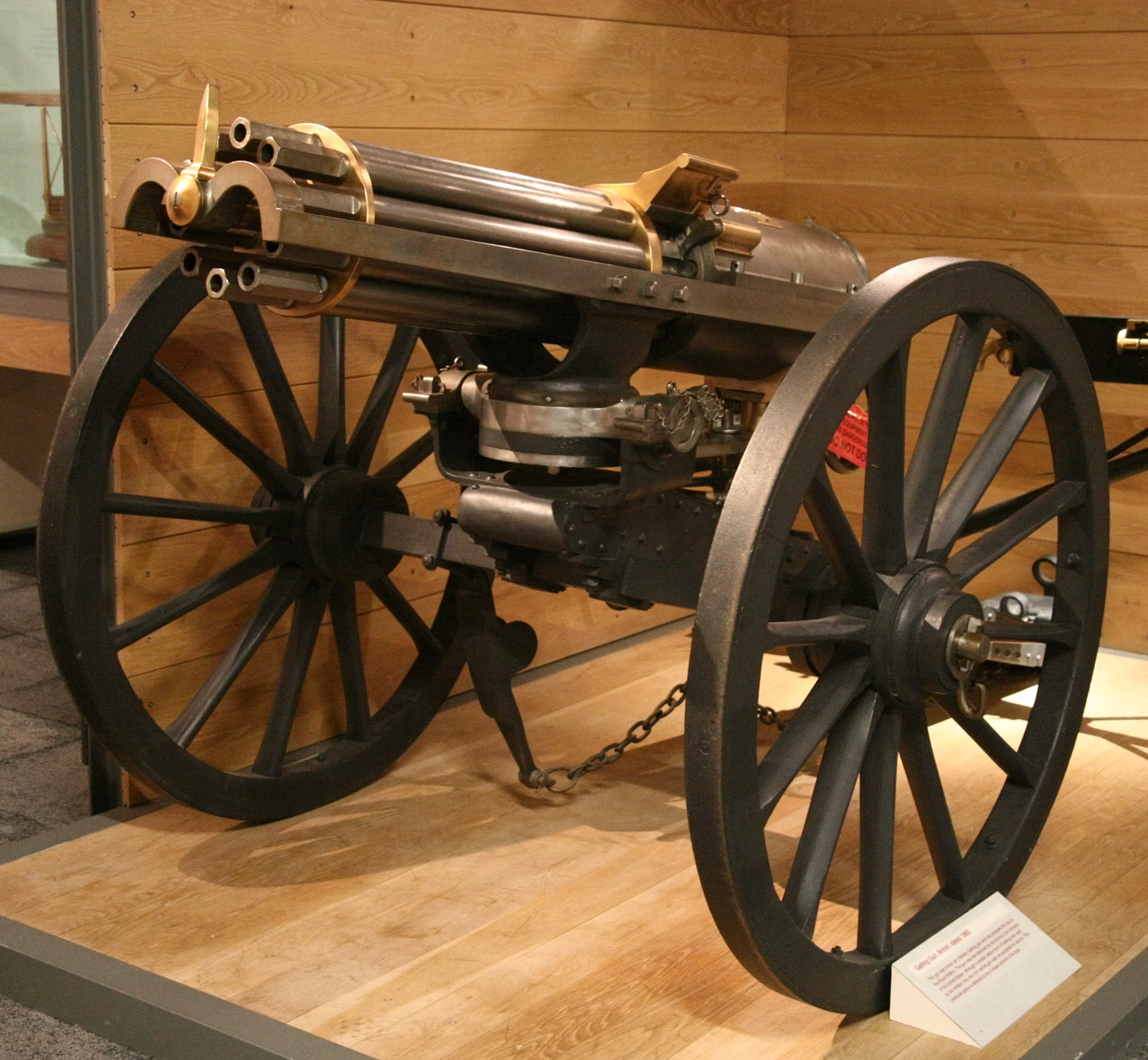
개틀링 건

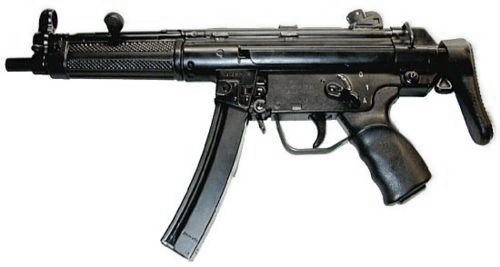
헤클러운트코흐 MP5 기관단총은 법 집행 전술 팀과 군대에서 널리 사용된다.

1861년, 리처드 조던 개틀링은 최초의 성공적인 기관총인 개틀링 건을 발명했는데, 이는 1분에 200발의 흑색화약 탄약을 발사할 수 있었다. 이 총은 1860년대 남북 전쟁 동안 북군에 의해 사용되었다. 1884년, 하이럼 스티븐스 맥심은 최초의 단일 총열 기관총인 맥심 기관총을 발명했다.
한 명의 병사가 조작할 수 있는 세계 최초의 기관단총 (권총 탄약을 발사하는 완전 자동 화기)은 테오도르 베르크만이 발명한 MP 18.1이다. 이 총은 제1차 세계 대전 중 1918년 독일군에 의해 참호전 전문 돌격대인 슈토스투르펜의 주 무기로 도입되었다.
민간용으로는 캡티브 볼트 피스톨이 농업에서 도축용 농장 동물을 인도적으로 기절시키는 데 사용된다.
최초의 돌격소총은 제2차 세계 대전 중 독일군에 의해 도입되었으며, StG44로 알려져 있다. 이 총은 장거리 소총, 기관총, 단거리 기관단총 사이의 간극을 메운 최초의 화기였다. 20세기 중반 이후, 고체 발사체 대신 에너지 빔을 발사하는 총과 흑색화약 이외의 수단으로 발사할 수 있는 총도 개발되었다.

## 작동 원리
대부분의 총은 총열에 가둬진 압축 가스를 사용하여 총알을 고속으로 추진시키지만, 다른 방식으로 작동하는 장치도 때때로 총이라고 불린다. 화기에서는 고압 가스가 일반적으로 흑색화약의 연소에 의해 생성된다. 이 원리는 내연기관의 원리와 유사하지만, 총알이 총열을 떠나는 반면 피스톤은 다른 부분으로 움직임을 전달하고 실린더 아래로 돌아온다는 점이 다르다. 내연기관과 마찬가지로 연소는 폭연에 의해 전파되며, 최적의 흑색화약은 최적의 자동차 연료처럼 폭발에 저항한다. 이는 폭발에서 생성되는 에너지의 대부분이 충격파 형태이기 때문인데, 이 충격파는 가스에서 고체 구조물로 전파되어 구조물을 가열하거나 손상시킬 수 있으며, 피스톤이나 총알을 추진하는 열로 남아있지 않는다. 이러한 고온 및 고압의 충격파는 어떤 총알보다 훨씬 빠르며, 총알의 속도에 기여하기보다 총열이나 총알 자체를 통해 소리로 총을 떠나게 된다.

## 구성 요소

### 총열

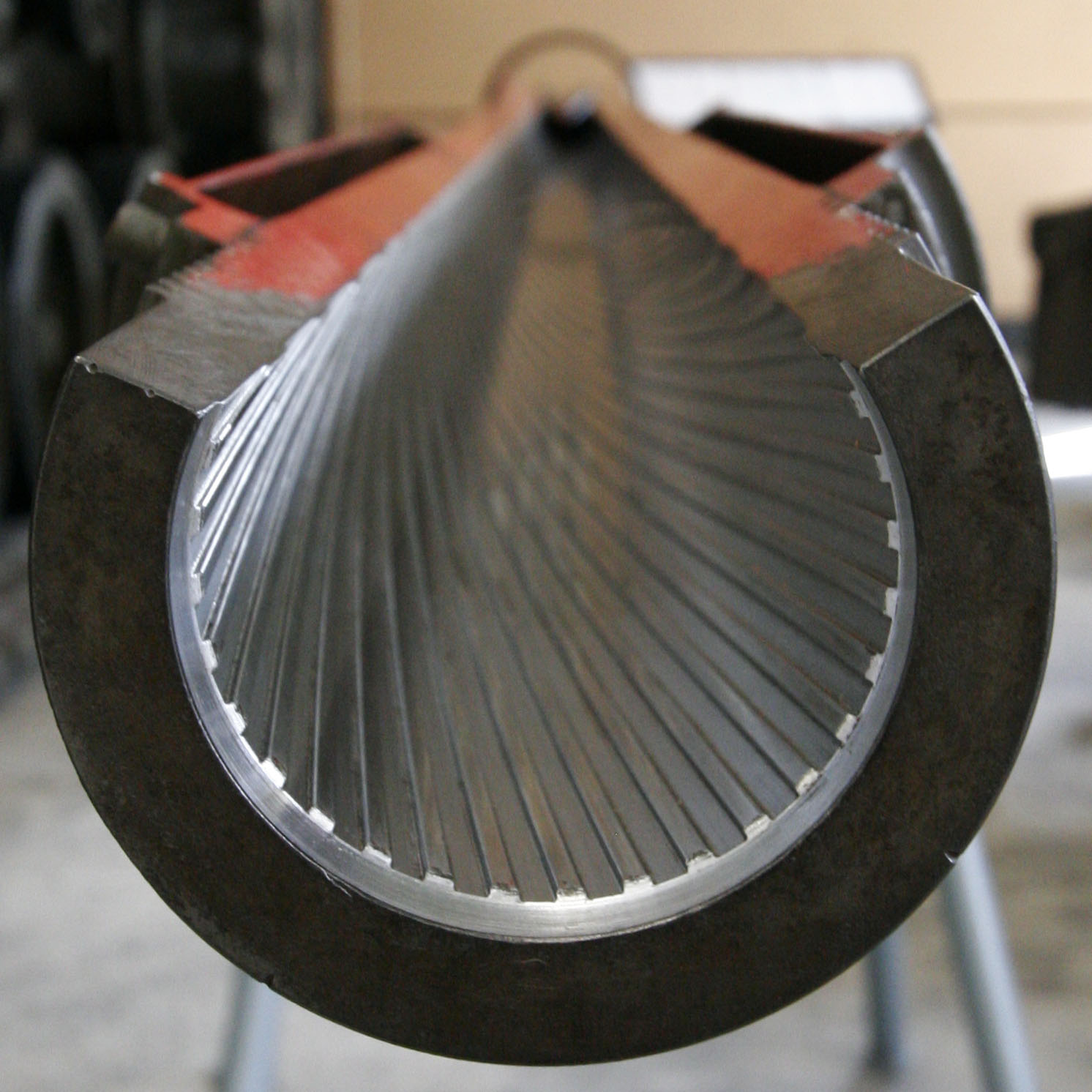
105mm 로열 오드넌스 L7 전차포의 강선.

총열 유형에는 발사체에 유도 회전이 필요하여 안정화시키거나, 발사체가 다른 수단으로 안정화되거나 강선이 원치 않거나 불필요할 때 사용되는 강선이 있는 총열(총열 내부에 나선형 홈 또는 각도가 있는 형태)과 활강 총열이 포함된다. 일반적으로 총열 내경과 관련 발사체 크기는 총 변형을 식별하는 수단이다. 보어 직경은 여러 가지 방식으로 보고된다. 더 일반적인 측정법은 총열의 내경(보어)을 인치의 십진 소수점 또는 밀리미터로 보고하는 것이다. 일부 총(예: 산탄총)은 총의 게이지 (납 1파운드(454g)에서 생산된 총열과 같은 직경을 가진 산탄의 수) 또는 일부 영국 포병의 경우 총의 일반적인 발사체 무게를 보고한다.

### 발사체
총 발사체는 탄알과 같은 단순한 단일 부품일 수도 있고, 산탄총 탄피나 폭발성 탄피와 같이 페이로드를 포함하는 케이싱일 수도 있으며, 소구경 발사체와 사보트와 같은 복합 발사체일 수도 있다. 추진제는 공기, 폭발성 고체 또는 폭발성 액체일 수 있다. 자이로젯 및 특정 기타 유형과 같은 일부 변형은 발사체와 추진제를 단일 품목으로 결합한다.

## 유형

### 군사
- 장총포
  - 아쿼버스
  - 나팔총
  - 머스킷
    - 머스켓탄
    - 천보총
- 유탄 발사기
- 기관단총
  - 개인방어무기
- 소총
  - 대물 소총
  - 대전차소총
  - 자동소총
  - 레버 액션
  - 볼트 액션
  - 돌격소총
  - 전투소총
  - 기총
  - 지정사수소총
  - 제식소총
  - 반자동 소총
  - 저격소총
- 산탄총
  - 쌍열 산탄총
  - 단총신 산탄총
  - 펌프 액션 산탄총
  - 전투 산탄총
  - 반자동 산탄총
  - 자동 산탄총

### 권총

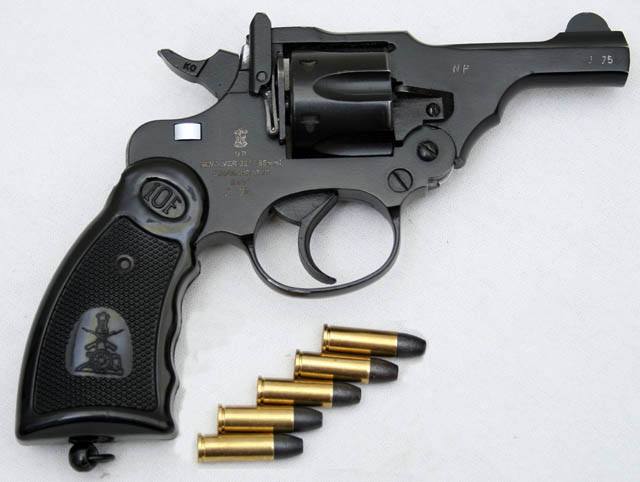
.32 S&W 롱 탄을 사용하는 IOF .32 리볼버

- 권총
  - 데린저
  - 피스톨
    - 반자동 권총
    - 기관권총
    - 개인용 권총
    - 트라우마 피스톨

  - 리볼버 .32 S&W 롱 탄을 사용하는 IOF .32 리볼버 스미스 앤 웨슨 "밀리터리 앤 폴리스" 리볼버

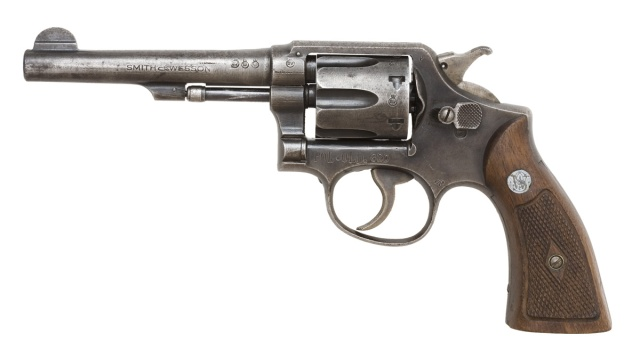
스미스 앤 웨슨 "밀리터리 앤 폴리스" 리볼버

    - 서비스 리볼버

### 사냥
- 공기총
  - BB탄 총
- 엘리펀트 건
- 익스프레스 라이플
- 림파이어 라이플
- 작살총
- 유해조수 소총

### 기관총
- 개틀링 건
  - 로터리 캐넌
  - 로터리 기관총

- 리볼데퀸
  - 노르덴펠트 건
- 메탈 스톰
- 제사총
  - 미트라이외즈
- 기관총
  - 다목적 기관총
  - 경기관총
    - 분대 자동 화기
    - 보병 자동 소총

  - 중형기관총
  - 중기관총

### 기관포
- 기관포
- 체인 건
- 리볼버 캐넌

### 포병
- 포병 총
  - 캐넌
  - 캐러네이드
  - 팔코네트
  - 야포
  - 곡사포
  - 박격포
  - 대공포
  - 대전차포

### 전차
- 전차포

### 구조 장비
- 플레어 건
- 라일 건

### 훈련 및 오락
- 에어소프트 건
- 캡 건
- 훈련용 소총
- 너프 건
- 페인트볼 총
- 포테이토 캐넌
- 프롭 건
- 스퍼드 건
- 물총

### 지향성 에너지 무기

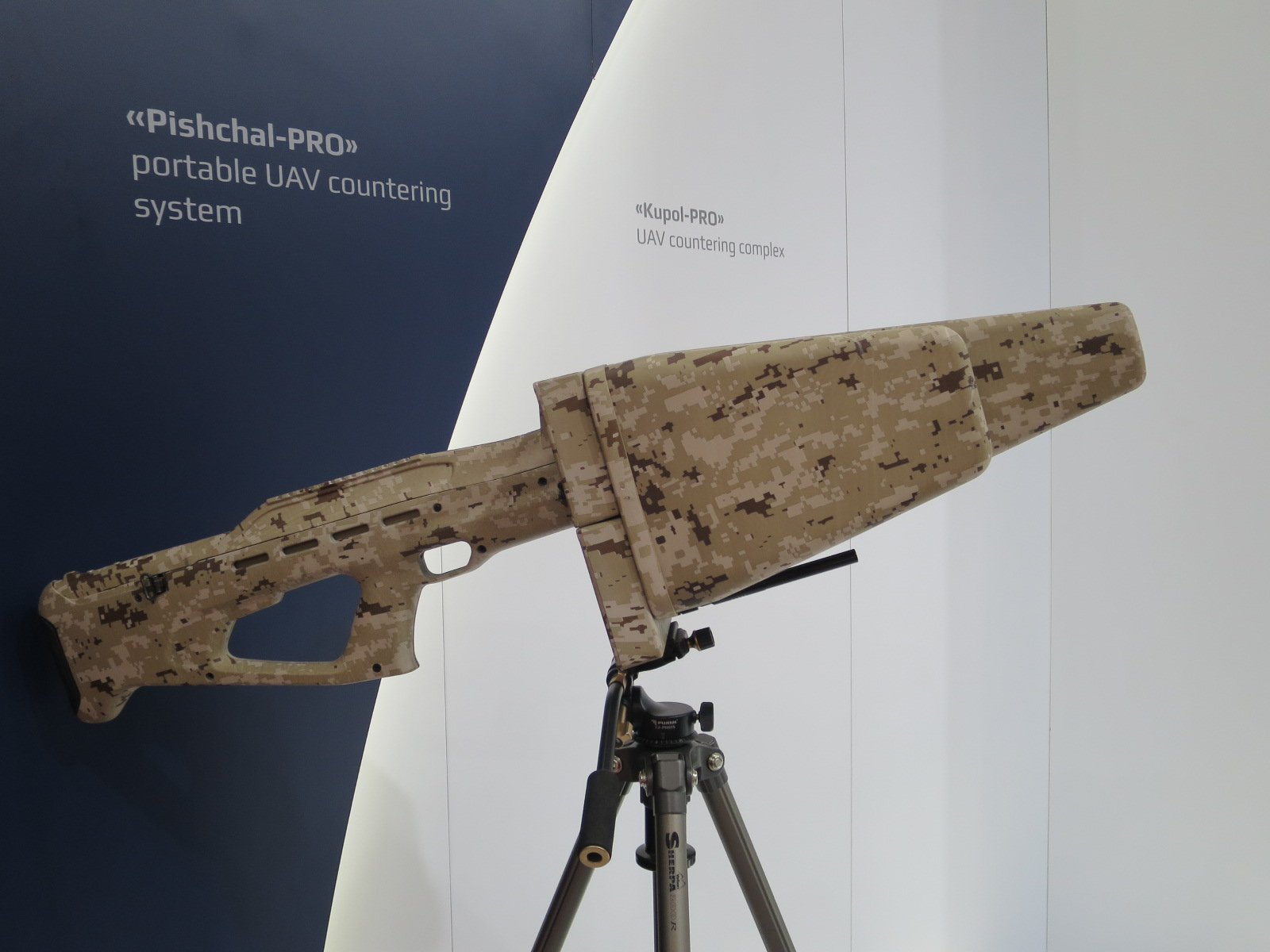
피샬-프로 대 드론 총(대 드론 소총이라고도 함)이 목표물에 전자기 방사선을 발사한다.

- 대 드론 소총

## 같이 보기
- 코일건
- 화기
- 총기 규제
- 총기 문화
- 총기 소유
- 건 쿼터
- 총기 안전
- 국가별 총기 관련 법률 개요
- 레일건
- 전기충격기

## 참조주
1. ↑  The Chambers Dictionary, Allied Chambers – 199, page 717
2. ↑  Merriam-Webster Dictionary - gun
3. 1 2  Andrade 2016, 51쪽.
4. 1 2 3  Needham 1986, 10쪽.
5. 1 2  Andrade 2016, 104쪽.
6. 1 2  Needham 1986, 307쪽.
7. ↑  Nicolle 1983, 18쪽.
8. 1 2  Andrade 2016, 75쪽.
9. ↑  Merriam-Webster, Inc. (1990). The Merriam-Webster's New Book of Word Histories. Basic Books. pg.207
10. 1 2  Kelly 2004, 31쪽.
11. ↑  Kelly 2004, 30쪽.
12. 1 2  Phillips 2016.
13. ↑  “Definition of GUN”. 《메리엄-웹스터 사전》. 2023년 8월 13일.
14. 1 2  Chase 2003, 1쪽.
15. 1 2  Andrade 2016, 37쪽.
16. 1 2  Needham 1986, 9쪽.
17. ↑  Kelly 2004, 17쪽.
18. ↑  McLachlan 2010, 8쪽.
19. 1 2  Andrade 2016, 103–104쪽.
20. ↑  Andrade 2016, 106쪽.
21. ↑  Buchanan 2006, 2쪽 "With its ninth century AD origins in China, the knowledge of gunpowder emerged from the search by alchemists for the secrets of life, to filter through the channels of Middle Eastern culture, and take root in Europe with consequences that form the context of the studies in this volume."
22. ↑  Needham 1986, 7쪽 "Without doubt it was in the previous century, around +850, that the early alchemical experiments on the constituents of gunpowder, with its self-contained oxygen, reached their climax in the appearance of the mixture itself."
23. 1 2  Chase 2003, 31–32쪽
24. 1 2  Needham 1986, 222쪽.
25. ↑  Chase 2003, 31쪽.
26. ↑  Lorge 2008, 33-34쪽.
27. 1 2 3  Andrade 2016, 52쪽.
28. ↑  Andrade 2016, 46쪽.
29. 1 2  Crosby 2002, 99쪽.
30. ↑  Needham 1986, 228쪽.
31. ↑  Needham 1986, 10쪽
32. 1 2  Andrade 2016, 53쪽.
33. ↑  Andrade 2016, 52–53쪽.
34. ↑  Needham 1986, 294쪽.
35. ↑  Needham 1986, 304쪽.
36. ↑  Purton 2010, 109쪽.
37. 1 2  Needham 1986, 295쪽.
38. 1 2  Norris 2003:11
39. 1 2  Chase 2003:58
40. ↑  Chase 2003, 84쪽.
41. ↑  DeVries, Kelly (1998). 《Gunpowder Weaponry and the Rise of the Early Modern State》. 《War in History》 5. 130쪽. doi:10.1177/096834459800500201. JSTOR 26004330. S2CID 56194773.
42. ↑  von Kármán, Theodore (1942). 《The Role of Fluid Mechanics in Modern Warfare》. 《Proceedings of the Second Hydraulics Conference》. 15–29쪽.
43. ↑  Andrade 2016, 77쪽.
44. ↑  David Nicolle, Crécy 1346: Triumph of the longbow, Osprey Publishing; June 25, 2000; ISBN 978-1-85532-966-9.
45. ↑  Kelly 2004, 32쪽.
46. ↑  Khan 2004, 9–10쪽.
47. ↑  Chase 2003, [쪽 번호 필요]쪽.
48. ↑  Tran 2006, 75쪽.
49. ↑  Mayers (1876). "Chinese explorations of the Indian Ocean during the fifteenth century". The China Review. IV: p. 178.
50. ↑  Manguin 1976, 245쪽.
51. ↑  “First use of hand guns in war”. 《Guinness World Records》. 2023년 1월 19일. 2023년 1월 19일에 확인함.
52. ↑  Needham 1986, 430쪽.
53. ↑  Lidin 2002, 1–14쪽.
54. ↑  Schlegel, Gustaaf (1902). "On the Invention and Use of Fire-Arms and Gunpowder in China, Prior to the Arrival of European". T'oung Pao. 3: 1–11.
55. ↑  Lombard, Denys (1990). Le carrefour javanais. Essai d'histoire globale (The Javanese Crossroads: Towards a Global History) Vol. 2. Paris: Editions de l'Ecole des Hautes Etudes en Sciences Sociales. Page 178.
56. ↑  Reid, Anthony (1993). Southeast Asia in the Age of Commerce, 1450-1680. Volume Two: Expansion and Crisis. New Haven and London: Yale University Press.
57. ↑  Pramono, Djoko (2005). 《Budaya Bahari》. Gramedia Pustaka Utama. ISBN 9789792213768.
58. ↑  A type of scatter bullet — when shot it spews fire, splinters and bullets, and can also be arrows. The characteristic of this projectile is that the bullet does not cover the entire bore of the barrel. Needham, Joseph (1986). Science and Civilisation in China, Volume 5: Chemistry and Chemical Technology, Part 7, Military Technology: The Gunpowder Epic. Cambridge: Cambridge University Press. p. 9 and 220.
59. ↑  Averoes, Muhammad (2020). Antara Cerita dan Sejarah: Meriam Cetbang Majapahit. Jurnal Sejarah, 3(2), 89 - 100.
60. ↑  Needham 1986, 443쪽.
61. ↑  Needham 1986, 426쪽.
62. ↑  Chase 2003, 61쪽.
63. ↑  Adle 2003, 475쪽.
64. ↑  Andrade 2016, 165쪽.
65. ↑  Chase 2003, 92쪽.
66. ↑  Khan, Iqtidar Alam (1991). 《The Nature of Handguns in Mughal India: 16th and 17th Centuries》. 《Proceedings of the Indian History Congress》 52. 378–389쪽. JSTOR 44142632.
67. ↑  Petzal 2014, 5쪽.
68. ↑  Partington 1999, xxvii쪽.
69. ↑  Arnold 2001, 75쪽.
70. ↑  Ágoston, Gábor (2014). 《Firearms and Military Adaptation: The Ottomans and the European Military Revolution, 1450–1800》. 《Journal of World History》 25. 85–124쪽. doi:10.1353/jwh.2014.0005. ISSN 1527-8050. S2CID 143042353.
71. ↑  Bak 1982, 125–40쪽.
72. ↑  Partington 1999, 123쪽.
73. 1 2  Arnold 2001, 75-78쪽.
74. ↑  Khan 2004, 131쪽.
75. ↑  Tran 2006, 107쪽.
76. ↑  Andrade 2016, 169쪽.
77. ↑  Andrade 2016, 171쪽.
78. ↑  “Pair of Miquelet Pistols”. 《메트로폴리탄 미술관 website》.
79. ↑  Andrade 2016, 104–106쪽.
80. ↑  Andrade 2016, 107쪽.
81. ↑  Willbanks 2004, 11쪽.
82. 1 2  Willbanks 2004, 15쪽.
83. ↑  Willbanks 2004, 14쪽.
84. 1 2  Willbanks 2004, 12쪽.
85. 1 2  Willbanks 2004, 17쪽.
86. ↑  Andrade 2016, 294쪽.
87. ↑  Kelly 2004, 232쪽.
88. 1 2  Chase 2003, 202쪽.
89. ↑  “Captive Bolt Stunning Equipment and the Law – How it applies to you”. 2014년 4월 5일에 원본 문서에서 보존된 문서.
90. ↑  Dunlap, Roy F. (June 1963). 《Gunsmithing》 (영어). Stackpole Books. ISBN 978-0-8117-0770-1.
91. ↑  “How Guns Work”. 《Pew Pew Tactical》 (미국 영어). 2021년 4월 2일.